# Negligència infantil
La negligència infantil és una forma de maltractament, un comportament intolerable dels cuidadors (per exemple, els pares) que té com a resultat la privació d'un nen de les seves necessitats bàsiques, com ara la falta de supervisió adequada, atenció sanitària, roba o habitatge, així com altres necessitats físiques, emocionals, socials, educatives i de seguretat. Totes les societats han establert que hi ha comportaments necessaris que un cuidador ha de proporcionar perquè un nen es desenvolupi físicament, socialment i emocionalment. Les causes de negligència poden derivar de diversos problemes de criança, com ara embaràs no desitjat, o trastorns mentals, abús de substàncies, atur i excés de treball dels cuidadors, o la violència domèstica o, en casos especials, pobresa.
La negligència infantil depèn de com el nen i la societat percep el comportament dels pares; no és com els pares creuen que s'estan comportant amb el seu fill. L'omissió dels pares a l'hora de tenir cura d'un fill quan hi ha opcions disponibles, és diferent de quan no hi ha aquestes opcions disponibles. La pobresa i la manca de recursos són sovint factors que contribueixen i poden impedir que els pares satisfacin les necessitats dels seus fills, quan d'altra manera ho farien. Les circumstàncies i la intencionalitat s'han d'examinar abans de definir el comportament com a negligent.
La negligència infantil és la forma més freqüent de maltractament infantil, i els nens nascuts de mares joves corren un risc substancial de negligència. Els nens descuidats corren el risc de desenvolupar problemes socials, emocionals i de salut al llarg de la vida, especialment si els descuiden abans dels dos anys d'edat.